# ماساكي ياماموتو
ماساكي ياماموتو (باليابانية: 山本 真希) (24 أغسطس 1987 في شيزوكا في اليابان – )؛ هو لاعب كرة قدم ياباني سابق كان يلعب كلاعب وسط.

## وصلات خارجية
- ماساكي ياماموتو على موقع رابطة كرة القدم اليابانية للمحترفين (اليابانية)
- ماساكي ياماموتو على موقع قاعدة بيانات كرة القدم.إي يو (الإنجليزية)
- ماساكي ياماموتو على موقع Soccerway.com (الإنجليزية)
- ماساكي ياماموتو على موقع عالم كرة القدم.نت (الإنجليزية)
- ماساكي ياماموتو على موقع كووورة